# Vukovar
Vukovar je hrvaško mesto z okoli 22–27.000 prebivalci (pred vojno leta 1991 še 45.000) v Slavoniji, ki je upravno središče Vukovarsko-sremske županije. Leži ob reki Vuki in Donavi, kjer je tudi rečno pristanišče.

## Zgodovina
V Vukovarju je bil rojen nobelovec Lavoslav Ružička.
Mesto je znano iz Hrvaške osamosvojitvene vojne, ko ga je Jugoslovanska ljudska armada več kot dva meseca oblegala in na koncu zavzela, pri čemer je umrlo več kot 2000 branilcev in civilistov.

## Demografija
| Pregled števila prebivalcev po letih | Pregled števila prebivalcev po letih | Pregled števila prebivalcev po letih | Pregled števila prebivalcev po letih | Pregled števila prebivalcev po letih | Pregled števila prebivalcev po letih | Pregled števila prebivalcev po letih | Pregled števila prebivalcev po letih | Pregled števila prebivalcev po letih | Pregled števila prebivalcev po letih | Pregled števila prebivalcev po letih | Pregled števila prebivalcev po letih | Pregled števila prebivalcev po letih | Pregled števila prebivalcev po letih | Pregled števila prebivalcev po letih |
| ------------------------------------ | ------------------------------------ | ------------------------------------ | ------------------------------------ | ------------------------------------ | ------------------------------------ | ------------------------------------ | ------------------------------------ | ------------------------------------ | ------------------------------------ | ------------------------------------ | ------------------------------------ | ------------------------------------ | ------------------------------------ | ------------------------------------ |
| 1857                                 | 1869                                 | 1880                                 | 1890                                 | 1900                                 | 1910                                 | 1921                                 | 1931                                 | 1948                                 | 1953                                 | 1961                                 | 1971                                 | 1981                                 | 1991                                 | 2001                                 |
| 7070                                 | 8050                                 | 8741                                 | 9494                                 | 9719                                 | 10359                                | 10242                                | 10862                                | 17223                                | 18705                                | 23740                                | 36813                                | 39898                                | 44639                                | 30126                                |